# Подсоп'є
Подсоп'є (рос. Подсопье) — присілок у Кіриському районі Ленінградської області Російської Федерації.
Населення становить 49 осіб. Належить до муніципального утворення Глажевське сільське поселення.

## Історія
Згідно із законом від 1 вересня 2004 року № 49-оз органом  місцевого самоврядування є Глажевське сільське поселення.

## Населення
| 1838 | 1862 | 1885 | 1939 | 1968 | 1997 | 2002 |
| ---- | ---- | ---- | ---- | ---- | ---- | ---- |
| 235  | ↗273 | ↗288 | ↗329 | ↘142 | ↘59  | ↘43  |
| 2007 | 2010 | 2017 |      |      |      |      |
| ↗51  | ↘40  | ↗49  |      |      |      |      |